# 1566 Icarus
Icaro (1566 Icarus) è un asteroide near-Earth, scoperto da Walter Baade nel 1949 del diametro medio di circa 1 km. L'oggetto deve il suo nome al personaggio di Icaro, che, secondo la mitologia greca, volò troppo vicino al Sole provocando lo scioglimento delle proprie ali di cera e precipitò così in mare, annegandovi.

## Parametri orbitali
L'orbita di Icaro è caratterizzata da un perielio più vicino al Sole di quello di Mercurio.
L'asteroide si avvicina alla Terra ogni 9, 19 e 28 anni nel mese di giugno; l'ultimo sorvolo ravvicinato è avvenuto il 16 giugno 2015, alla distanza di circa 8 milioni di km, ma il 14 giugno 1968 la distanza è stata pari a circa 6,4 milioni di km. I prossimi incontri ravvicinati degni di nota avverranno il 13 giugno 2043, alla distanza di circa 8,8 milioni di km, e il 14 giugno 2090, alla distanza di circa 6,5 milioni di km.

## Icaro nella fantascienza
- Il Progetto Icaro, volto alla distruzione dell'asteroide nell'eventualità di una futura minaccia di impatto con la Terra, è al centro del film di fantascienza Meteor, del 1979, con Sean Connery.
- Icaro costituisce l'ambientazione del racconto Summertime on Icarus, di Arthur C. Clarke, che racconta di un astronauta abbandonato sull'asteroide durante l'avvicinamento di quest'ultimo al perielio.
- Icaro è citato nel romanzo The Memory of Whiteness di Kim Stanley Robinson; lo scrittore lo immagina popolato da un culto religioso che adora il Sole.
- L'asteroide Icaro gioca un ruolo fondamentale nel racconto di fantascienza hard Nell'oceano della notte, di Gregory Benford.
- Il fly-by di Icaro del 1968 è menzionato diverse volte in Lucifer's Hammer, di Larry Niven e Jerry Pournelle.
- Ad Icaro è anche dedicato un racconto di Dino Buzzati contenuto nella raccolta Le notti difficili in cui si narra del passaggio ravvicinato alla Terra dell'asteroide nel 1968.